# Галбень (Філіпешть, Бакеу)
Галбень, Галбені (рум. Galbeni) — село у повіті Бакеу в Румунії. Входить до складу комуни Філіпешть.
Село розташоване на відстані 262 км на північ від Бухареста, 20 км на північ від Бакеу, 73 км на південний захід від Ясс.

## Населення
За даними перепису населення 2002 року у селі проживали 950 осіб. Рідною мовою 949 осіб (99,9%) назвали румунську.
Національний склад населення села:
| Національність | Кількість осіб | Відсоток |
| -------------- | -------------- | -------- |
| румуни         | 923            | 97,2%    |
| цигани         | 26             | 2,7%     |

## Відомі особистості
В поселенні народився:
- Раду Беліган (1918—2016) — румунський театральний і громадський діяч, актор театру, кіно і телебачення, режисер, педагог.